# Liste des béatifications prononcées par Pie VIII
Cette page dresse la liste des personnes béatifiées par le pape Pie VIII.
Le pape Pie VIII (31 mars 1829 - 30 novembre 1830) a procédé aux béatifications suivantes :

## 1829
| N° | Image | Bienheureux                | Date de béatification | Lieu de béatification  | Informations                                                            |
| -- | ----- | -------------------------- | --------------------- | ---------------------- | ----------------------------------------------------------------------- |
| 1. |       | Benincasa de Montepulciano | 23 décembre 1829      | Basilique Saint-Pierre | (1375-1426), religieux ermite italien de l'ordre des Servites de Marie. |

## 1830
| N° | Image | Bienheureux       | Date de béatification | Lieu de béatification  | Informations                                                |
| -- | ----- | ----------------- | --------------------- | ---------------------- | ----------------------------------------------------------- |
| 1. |       | Claire Gambacorti | 3 avril 1830          | Basilique Saint-Pierre | (1362-1420), religieuse italienne de l'ordre des Prêcheurs. |